# Los cinco hijos de Carlos I
Los cinco hijos de Carlos I es un cuadro del pintor flamenco barroco Anton van Dyck realizado en 1637, retratando a los cinco hijos del rey de Inglaterra Carlos I y su esposa la reina Enriqueta María.

## Descripción
Llegado a Inglaterra a instancias de Carlos I en 1632, van Dyck se convirtió rápidamente en uno de los pintores favoritos del rey que le confió la realización de numerosos retratos de sí mismo, de su esposa, pero también de sus hijos. La pareja real de Inglaterra tuvo un total de nueve hijos, dos de los cuales nacieron muertos. En la época de la pintura de Van Dyck, había cinco hijos: Carlos II, María Enriqueta, Jacobo II, Isabel y Ana.

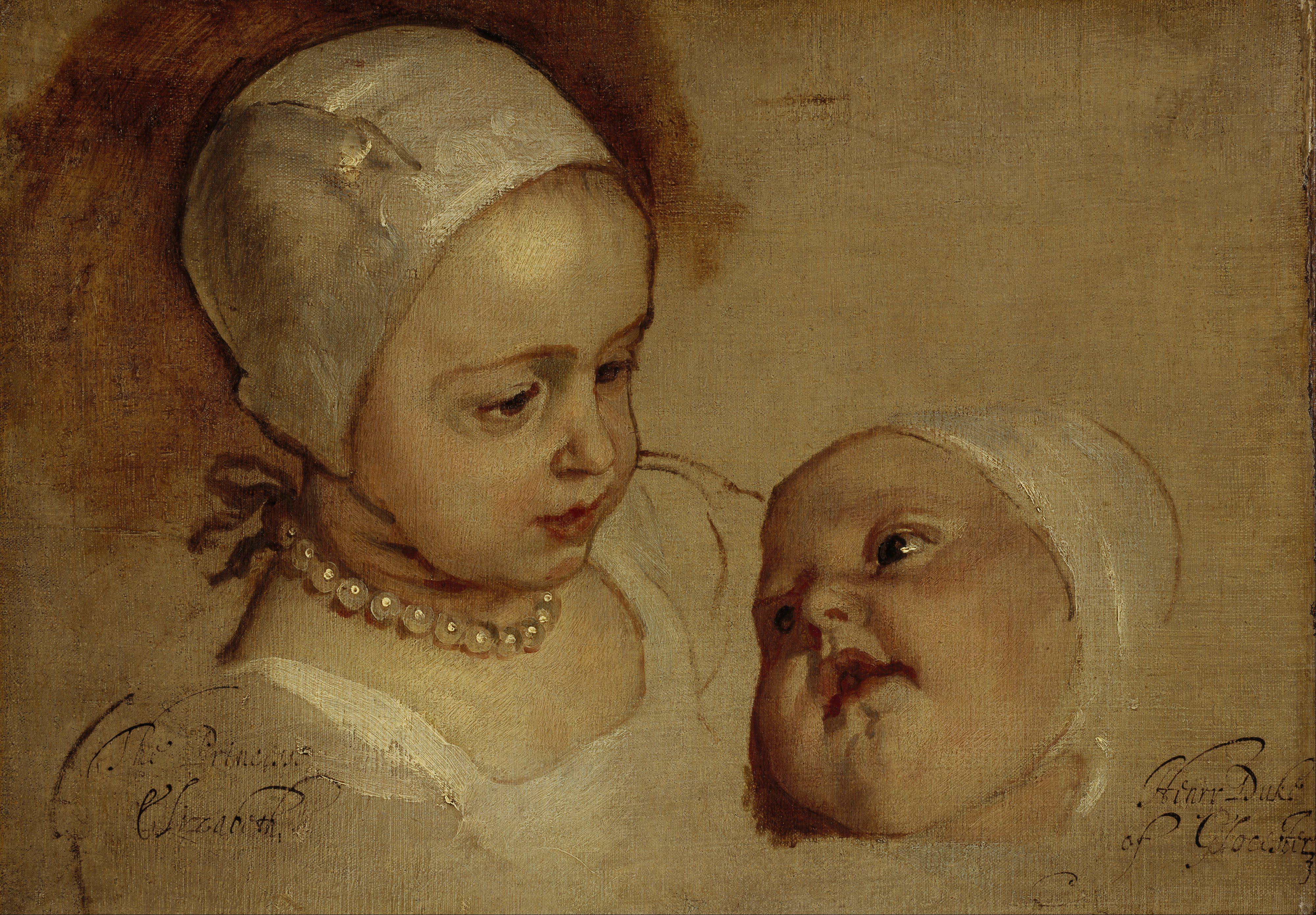
Isabel y Ana, las hijas menores de Carlos I, 1637.

A izquierda del cuadro, se ven dos figuras tímidas y reservadas. La mayor de las dos al extremo izquierdo es la princesa real María Enriqueta entonces de seis años y, a su lado, aunque parezca también una niña - en la época niños y niñas vestían igual hasta los seis o siete años -, se encuentra su hermano menor Jacobo que resultará más tarde el rey Jacobo II. En el centro, sobresaliendo por su posición y prendas de rojo, con el brazo reposando sobre la cabeza de un gran mastín, uno de los perros de compañía de la familia, Van Dyck ha representado al heredero Carlos, el futuro rey Carlos II, que tiene una actitud extrañamente autoritaria para un niño de su edad. Los perros contribuyen a aportar naturalidad a la escena, pero al mismo tiempo simbolizan fidelidad. El mastín representa la lealtad del pueblo al soberano, que con siete años todavía le viene un poco grande. Finalmente, a la derecha, se encuentra una pequeña acunando un bebé, con un perrito spaniel a sus pies. Se trata de la princesa Isabel, que tiene dos años, con la princesa Ana nacida ese mismo año; van Dyck había realizado un boceto preparatorio de ellas poco antes, Isabel y Ana.
La obra fue conservada luego en la Colección Real hasta que el rey Jorge III la llevó en 1765 con el fin de exponerla en los apartamentos reales del palacio de Buckingham. La tela se expone actualmente en el castillo de Windsor.